# Ejército Argentino
L'esercito argentino (in spagnolo Ejército Argentino) è la componente terrestre delle Fuerzas Armadas de la República Argentina (le forze armate dell'Argentina), composte anche dalla Fuerza Aérea Argentina e dalla Armada de la República Argentina. L'esercito è formato da circa 52.500 uomini, e il 29 maggio festeggia il giorno della sua fondazione (avvenuta, appunto, il 29 maggio 1810). Durante il ventesimo secolo le alte gerarchie dell'esercito si sono rese protagoniste di numerosi colpi di stato.

## Storia
L'esercito argentino è stato fondato il 29 maggio del 1810, quattro giorni dopo il rovesciamento del dominio coloniale spagnolo. Il nuovo esercito nazionale venne composto da preesistenti reggimenti coloniali.
L'esercito nel corso della sua storia non ha partecipato a grandi conflitti internazionali mentre nel corso del ventesimo secolo ha assunto un ruolo decisivo nella storia politico-sociale argentina assumendo più volte il potere dittatoriale dopo aver effettuato, in collaborazione con le altre forze armate, ripetuti colpi di stato contro le autorità democratiche. Nel 1930 prese il potere la giunta guidata dal generale José Félix Uriburu; nel 1943 il generale Juan Domingo Perón, nel 1955 il generale Pedro Eugenio Aramburu, nel 1966 il generale Juan Carlos Onganía. Questi regimi militari instaurarono dittature popolari e nazionalistiche che soppressero le libertà civili e repressero l'attività politica e sindacale. Nel 1976 l'esercito, dopo una breve parentesi democratica, riprese il potere con la giunta militare presieduta dal generale Jorge Rafael Videla che organizzò una brutale dittatura basata sulla violenza repressiva incontrollata e indiscriminata contro la guerriglia di sinistra ma anche contro ogni oppositore reale o presunto tra i cittadini, la cultura, i partiti, i sindacati, le università. Il cosiddetto Processo di riorganizzazione nazionale continuò fino al 1983 sotto la direzione, dopo il ritiro del generale Videla, del generale Roberto Eduardo Viola e del generale Leopoldo Galtieri.
Durante gli anni dell'ultima dittatura l'esercito si rese colpevole, sia nelle sue alte gerarchie che tra il personale subordinato, di crimini contro l'umanità, partecipando al programma di annientamento degli oppositori nella forma dalla cosiddetta guerra sporca contro la "sovversione" che accumulò migliaia di morti e di desaparecidos.
La caduta del Regime militare fu favorita dalla pesante sconfitta subita dall'Argentina nella guerra delle Falkland (guerra de las Malvinas) contro la Gran Bretagna nella primavera del 1982; in questa occasione l'esercito argentino non diede prova di grande efficienza. La numerosa guarnigione nelle isole al comando del generale Mario Menendez, male equipaggiata e formata principalmente da giovani coscritti, non fu in grado di contrastare lo sbarco e l'avanzata delle forze britanniche e venne costretta alla resa dopo una breve resistenza il 14 giugno 1982.
Dopo la fine del regime militare, l'esercito, pur cedendo i poteri al nuovo governo democratico, cercò inizialmente di opporsi ai processi contro i capi della dittatura e contro i militari dei gradi inferiori responsabili o coinvolti nella repressione. In quattro occasioni tra il 1987 e il 1990 gruppi di militari di fazioni di estrema destra ultranazionalisti, i cosiddetti carapintadas, si ribellarono, sotto la guida di ufficiali veterani delle Malvinas, alle autorità costituite ottenendo alcuni provvedimenti di clemenza verso i ranghi inferiori dell'esercito.

## Struttura

### Stato Maggiore dell'Esercito
L'esercito è guidato da un Capo di Stato Maggiore nominato direttamente dal Presidente. L'attuale Capo di Stato Maggiore (dal settembre 2008) è il generale Luis Alberto Pozzi. Lo Stato Maggiore dell'Esercito ( Estado Mayor General del Ejército ) comprende il Capo di Stato Maggiore, un Vice Capo di Stato Maggiore e i Capi di Stato Maggiore dei sei dipartimenti ( Jefaturas ). Gli attuali dipartimenti di Stato Maggiore (conosciuti anche con i loro numeri romani) sono: 
- Personale (Jefatura I - Personal)
- Intelligence (Jefatura II - Inteligencia)
- Operazioni (Jefatura III - Operaciones)
- Logistica (Jefatura IV - Material)
- Finanza (Jefatura V - Finanzas)
- Welfare (Jefatura VI - Bienestar)

Lo Stato Maggiore include anche l'Ispettorato Generale e il Segretariato Generale.
Ci sono anche una serie di comandi e direzioni responsabili per lo sviluppo e l'attuazione delle politiche all'interno dell'esercito in materia di aree tecnologiche e operative e gestione degli affari amministrativi. A partire dal 2005 questi includono i seguenti:
- Comando di Comunicazioni ed Informatica (Comando de Comunicación e Informática)
- Comando di Educazione e Dottrina (Comando de Educación y Doctrina)
- Comando del Genio (Comando de Ingenieros)
- Comando di Rimonta e Veterinaria (Comando de Remonta y Veterinaria)
- Comando di Sanità (Comando de Sanidad)
- Comando Logistico del Materiale (Comando Logístico de Material)
- Direttorato di Questioni Storiche dell'Esercito (Dirección de Asuntos Históricos del Ejército)
- Direttorato di Ricerche, Sviluppo e Produzione (Dirección de Investigación, Desarrollo y Producción)
- Direttorato di Pianificazione (Dirección de Planeamiento)
- Direttorato del Trasporto (Dirección de Transporte)
- Direttorato dello Stato Maggiore (Dirección del Estado Mayor General del Ejército)

### Organizzazione campale
Negli anni '60 l'esercito fu riorganizzato in cinque Corpi d'Armata. Tale struttura sostituì la vecchia struttura basata sulle divisioni seguendo il modello francese. Ci fu un'ulteriore riorganizzazione, nel 1991, quando le brigate furono assegnate a sei nuove divisioni, due di stanza a Santa Cruz e a Mendoza.
Fino alla fine del 2010, la Prima, Seconda e Terza Divisione dell'Esercito vennero designate come Secondo, Terzo e Quinto Corpo d'Armata ( Cuerpos de Ejército ), rispettivamente, senza comandi a livello di divisione intermedi. Queste redesignazioni ebbero luogo nel quadro di una profonda riorganizzazione delle strutture amministrative e di comando delle forze armate. Due ulteriori Corpo d'Armata, il Primo e il Quarto, erano già stati sciolti nel 1984 e nel 1991, rispettivamente, con le loro unità dipendenti riassegnate negli altri tre Corpi d'Armata. 

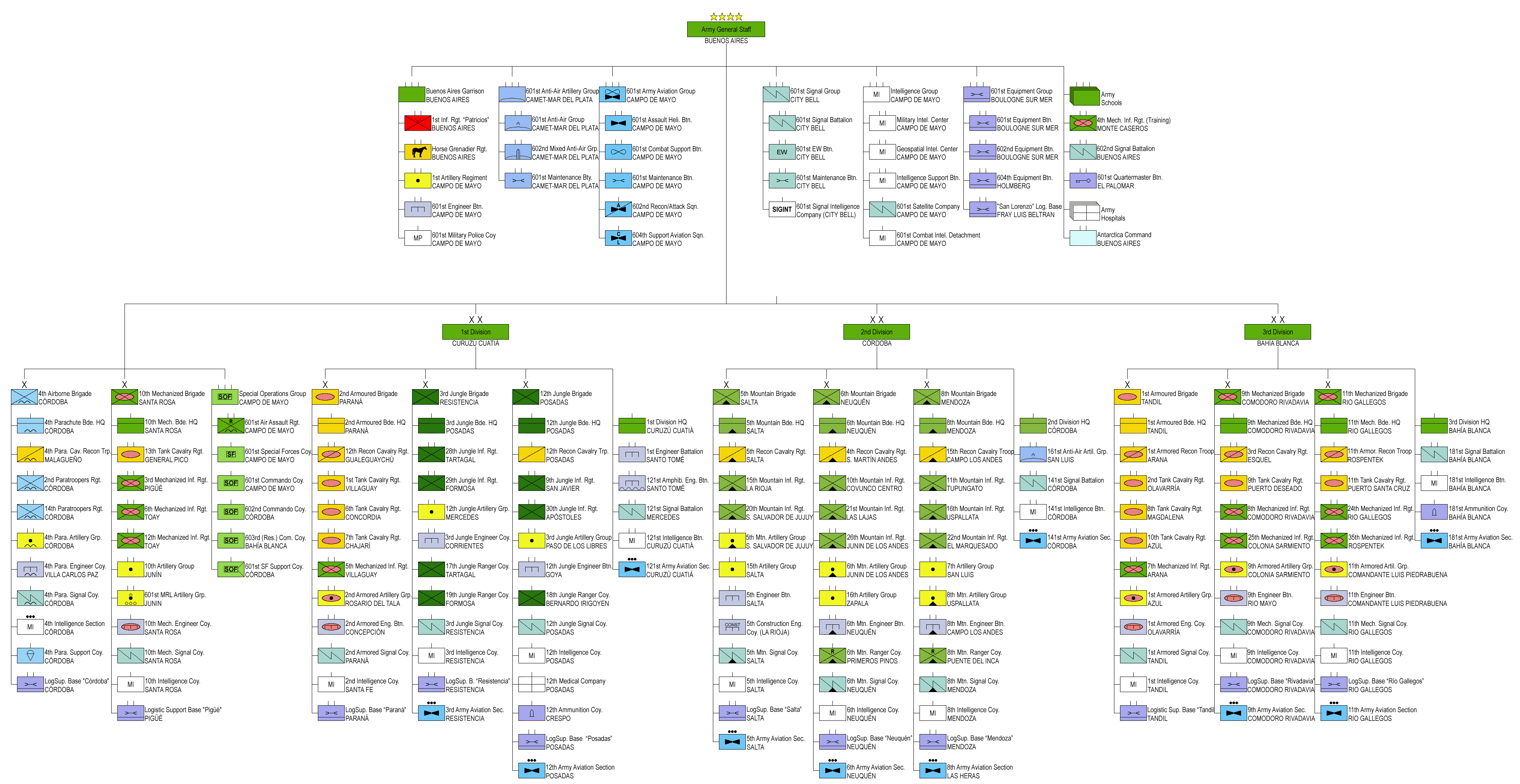
Struttura dell'Esercito argentino (clicca per allargare)

A partire dal 2011, le forze dell'esercito sono raggruppate geograficamente in tre divisioni dell'esercito ( Divisiones de Ejército ), ognuna più o meno equivalente in termini di organizzazione nominale ad una divisione dell'esercito americano (+). Ogni divisione dell'esercito ha una superficie di responsabilità su una specifica regione del paese; la Prima Divisione copre il nord-est del paese, la Seconda Divisione copre il centro e il nord-ovest dell'Argentina e la Terza Divisione copre il sud e la Patagonia. Oltre alle tre divisioni dell'esercito, la Forza d'Intervento Rapido ( Fuerza de Despliegue Rápido , FDR) costituisce un'ulteriore quarta formazione a livello divisionale, mentre il Presidio Militare di Buenos Aires opera in modo indipendente da qualsiasi comando delle dimensioni di una divisione.
Ci sono anche diversi gruppi separati, tra cui un gruppo antiaereo e il gruppo dell'Aviazione dell'Esercito.
Ogni divisione ha un numero variabile di brigate corazzate, forze meccanizzate e fanteria.
A partire dal 2011, l'esercito argentino ha dieci brigate:
- Due brigate corazzate (1ª e 2ª),
- Tre brigate meccanizzate (9ª, 10ª e 11ª),
- Tre brigate di montagna (5ª, 6ª e 8ª),
- Una brigata paracadutisti (4ª)
- Una brigata della giungla (12ª).

Nota: La 7ª Brigata di Fanteria è stata sciolta all'inizio del 1985, mentre la 3ª Brigata di Fanteria è stata trasformata in una formazione motorizzata che è stata, alla fine, sciolta nel 2003.
A seconda del tipo, ogni brigata comprende 2-5 Reggimenti di Cavalleria o Fanteria, uno o due gruppi di artiglieria, uno squadrone di cavalleria esplorante, un battaglione o un'unità formato compagnia del Genio, una compagnia d'intelligence, una compagnia delle comunicazioni, una compagnia di comando e un un'unità formato battaglione di supporto logistico. I termini "reggimento" e "gruppo", che si trovano nelle designazioni ufficiali di cavalleria, fanteria e artiglieria, sono utilizzati per ragioni storiche. Durante la guerra d'indipendenza argentina, l'esercito argentino mise in campo le unità del reggimento di dimensioni tradizionali. I 'reggimenti' sono più accuratamente descritti come battaglioni; le unità di dimensioni simili che non appartengono ai servizi di cui sopra sono indicati come "battaglioni". In aggiunta al loro servizio, i reggimenti e i gruppi vengono anche specificati in funzione della zona delle operazioni (di fanteria di montagna, Fanteria della Giungla, Cavalleria di Montagna), le loro attrezzature (Cavalleria Corazzata, Cavalleria Leggera, Fanteria Meccanizzata) o la loro formazione speciale (Paracadutisti, Commando, Assalto Aereo, Cazadores di Montagna o Cazadores della Giungla).
I reggimenti sono costituiti da quattro sottounità di manovra (compagnie in reggimenti di fanteria e squadroni in reggimenti di cavalleria), un comando e una sub-unità di supporto, per un totale di 350-700 soldati.
Nel 2006 venne creata una Forza d'Intervento Rapido sulla base della 4ª Brigata Paracadutisti.
Nel 2008 venne creata un Gruppo Forze Operazioni Speciali comprendente due compagnie Commando, una compagnia delle forze speciali e una compagnia Operazioni Psicologiche.

## Gradi

### Ufficiali
Il grado più alto nell'Ejército Argentino è Teniente general che è riservato al Jefe del Estado mayor general de el Ejército o al Capo di Stato maggiore delle forze armate (Jefe del Estado Mayor Conjunto de las Fuerzas Armadas Argentinas), nel caso questo fosse dell'Ejército. Il grado di Teniente general ha come corrispondente nell'Esercito Italiano quello di generale di corpo d'armata con incarichi speciali, riservato al capo di stato maggiore dell'Esercito Italiano e a quello di generale, che nelle forze armate italiane è riservato al Capo di stato maggiore della difesa nel caso appartenga all'Esercito.

## Equipaggiamento

### Armi individuali
| Nome                     | Tipologia                      | Calibro              | Origine               | Immagine | Note                                      |
| Pistole                  | Pistole                        | Pistole              | Pistole               | Pistole  | Pistole                                   |
| ------------------------ | ------------------------------ | -------------------- | --------------------- | -------- | ----------------------------------------- |
| FN P35                   | Pistola semiautomatica         | 9 × 19 mm Parabellum | Belgio                |          |                                           |
| Bersa Thunder 9          | Pistola semiautomatica         | 9 × 19 mm Parabellum | Argentina             |          |                                           |
| Glock 17                 | Pistola semiautomatica         | 9 × 19 mm Parabellum | Austria               |          | In servizio nelle forze speciali.         |
| Glock 19                 | Pistola semiautomatica         | 9 × 19 mm Parabellum | Austria               |          | In servizio nelle forze speciali.         |
| Pistole mitragliatrici   |                                |                      |                       |          |                                           |
| FMK-3                    | Pistola mitragliatrice         | 9 × 19 mm Parabellum | Argentina             |          |                                           |
| Sterling Mk. 4           | Pistola mitragliatrice         | 9 × 19 mm Parabellum | Regno Unito           |          |                                           |
| Brügger & Thomet APC9    | Pistola mitragliatrice         | 9 × 19 mm Parabellum | Svizzera              |          | In servizio nelle forze speciali.         |
| Colt 9mm SMG             | Mitra                          | 9 × 19 mm Parabellum | Stati Uniti           |          | [ 10 ]                                    |
| Fucili a canna liscia    |                                |                      |                       |          |                                           |
| Ithaca 37                | Fucile a pompa                 | Calibro 12           | Stati Uniti Argentina |          | Prodotto anche su licenza come Bataan 71. |
| Mossberg 500             | Fucile a pompa                 | Calibro 12           | Stati Uniti           |          | [ 11 ]                                    |
| Fucili d'assalto         |                                |                      |                       |          |                                           |
| Steyr AUG                | Fucile d'assalto               | 5,56 × 45 mm NATO    | Austria               |          |                                           |
| FAMA                     | Fucile d'assalto               | 7,62 × 51 mm NATO    | Argentina             |          | Modifica locale del FN FAL.               |
| M16                      | Fucile d'assalto               | 5,56 × 45 mm NATO    | Stati Uniti           |          | In servizio nelle forze speciali.         |
| M4                       | Carabina                       | 5,56 × 45 mm NATO    | Stati Uniti           |          | In servizio nelle forze speciali.         |
| Fucili da battaglia      |                                |                      |                       |          |                                           |
| FN FAL                   | Fucile da battaglia            | 7,62 × 51 mm NATO    | Belgio                |          |                                           |
| FAMCa                    | Fucile da battaglia            | 7,62 × 51 mm NATO    | Argentina             |          | Aggiornamento locale del FN FAL.          |
| Mitragliatrici           |                                |                      |                       |          |                                           |
| M249 LMG                 | Mitragliatrice leggera         | 5,56 × 45 mm NATO    | Belgio Stati Uniti    |          |                                           |
| FN MAG                   | Mitragliatrice ad uso generale | 7,62 × 51 mm NATO    | Belgio                |          | [ 13 ]                                    |
| M240MB                   | Mitragliatrice ad uso generale | 7,62 × 51 mm NATO    | Belgio Stati Uniti    |          | [ 14 ]                                    |
| Browning M2              | Mitragliatrice pesante         | 12,7 × 99 mm NATO    | Stati Uniti           |          |                                           |
| Fucili di precisione     |                                |                      |                       |          |                                           |
| FAMTD                    | Fucile di precisione           | 7,62 × 51 mm NATO    | Argentina             |          | Derivato dal FN FAL.                      |
| M24 Sniper Weapon System | Fucile di precisione           | 7,62 × 51 mm NATO    | Stati Uniti           |          | In servizio nelle forze speciali.         |
| CZ750M1                  | Fucile di precisione           | 7,62 × 51 mm NATO    | Rep. Ceca             |          | In servizio nelle forze speciali.         |
| DD5V4                    | Fucile di precisione           | 7,62 × 51 mm NATO    | Stati Uniti           |          | [ 15 ]                                    |
| Steyr SSG 69             | Fucile di precisione           | 7,62 × 51 mm NATO    | Austria               |          |                                           |
| Steyr HS .50             | Fucile anti-materiale          | 12,7 × 99 mm NATO    | Austria               |          | [ 13 ]                                    |
| Lanciagranate            |                                |                      |                       |          |                                           |
| M203                     | Lanciagranate                  | 40 mm                | Stati Uniti           |          |                                           |
| Mk 19                    | Lanciagranate automatico       | 40 mm                | Stati Uniti           |          |                                           |
| Lanciarazzi              |                                |                      |                       |          |                                           |
| M72 LAW                  | Lanciarazzi anticarro          | 66 mm                | Stati Uniti           |          |                                           |
| MARA                     | Lanciarazzi anticarro          | 78 mm                | Argentina             |          |                                           |
| AT4                      | Lanciarazzi anticarro          | 84 mm                | Svezia                |          | [ 13 ]                                    |
| Carl Gustav              | Cannone senza rinculo          | 84 mm                | Svezia                |          | [ 14 ]                                    |

### Artiglieria
| Nome                   | Calibro   | Origine            | In servizio | Immagine  | Note      |
| Semoventi              | Semoventi | Semoventi          | Semoventi   | Semoventi | Semoventi |
| ---------------------- | --------- | ------------------ | ----------- | --------- | --------- |
| VCA Palmaria           | 155 mm    | Italia Argentina   | 19          |           |           |
| Obici                  |           |                    |             |           |           |
| OTO Melara 105 mm M56  | 105 mm    | Italia             | 64          |           |           |
| CITER 155 mm L33       | 155 mm    | Argentina          | 108         |           |           |
| CALA 155 mm L45        | 155 mm    | Argentina          | 20          |           |           |
| Cannoni senza rinculo  |           |                    |             |           |           |
| Modelo 1968            | 105 mm    | Argentina          | 150         |           |           |
| Lanciarazzi multipli   |           |                    |             |           |           |
| SLAM Pampero           | 105 mm    | Argentina          | 4           |           |           |
| CP-30                  | 127 mm    | Argentina          | 4           |           |           |
| Mortai                 |           |                    |             |           |           |
| FM LR FMK-2 81 mm      | 81 mm     | Argentina          | 492         |           |           |
| FM LR FMK-2 120 mm     | 120 mm    | Argentina          | 330         |           |           |
| M106A2                 | 120 mm    | Stati Uniti        | 25          |           |           |
| TAM VCTM               | 120 mm    | Argentina Germania | 39          |           |           |
| Artiglieria contraerea |           |                    |             |           |           |
| Oerlikon GAI-B01       | 20 mm     | Svizzera           | 220         |           |           |
| Oerlikon KCB           | 30 mm     | Svizzera           | 21          |           |           |
| Oerlikon GDF           | 35 mm     | Svizzera           | 8           |           |           |

### Veicoli
| Nome                                       | Tipologia                                   | Origine            | In servizio  | Immagine     | Note |
| Carri armati                               | Carri armati                                | Carri armati       | Carri armati | Carri armati | Carri armati |
| ------------------------------------------ | ------------------------------------------- | ------------------ | ------------ | ------------ | --- |
| Tanque Argentino Mediano                   | Carro armato medio                          | Argentina Germania | 225          |              | In progetto l'aggiornamento di 74 esemplari a TAM 2C, di cui è stato realizzato un prototipo, in attesa dell'acquisizione di un nuovo carro armato. L'aggiornamento prevede l'aggiunta di una APU, la digitalizzazione del sistema di puntamento, la sostituzione dell'idraulica della torretta con un sistema elettrico, l'aggiunta di un impianto antincendio automatico e l'aggiunta di protezioni laterali. |
| TAM S 21                                   | Carro armato medio                          | Argentina Germania | 6            |              | Aggiornamento del TAM sviluppato a partire dal 2002 annullato dopo la modifica di 6 esemplari caratterizzati da un visore termico, da un GPS Garmin 12 e batterie migliorate. |
| SK-105 Kürassier                           | Carro armato leggero                        | Austria            | 113          |              | 107 SK-104A1 e 6 SK-105A2. |
| Patagón                                    | Carro armato leggero                        | Argentina          | 4            |              | |
| Autoblindo                                 |                                             |                    |              |              | |
| Panhard AML 90                             | Autoblindo da ricognizione                  | Francia            | 47           |              | |
| Veicoli da combattimento della fanteria    |                                             |                    |              |              | |
| VCTP                                       | IFV                                         | Argentina Germania | 118          |              | |
| M113A2                                     | IFV                                         | Stati Uniti        | 114          |              | Modificati installando una torretta con un cannone 20 mm Oerlikon. |
| Veicoli trasporto truppe                   |                                             |                    |              |              | |
| M113                                       | APC                                         | Stati Uniti        | 274          |              | 70 M113 ACAV e 204 M113A2. |
| WZ551B1                                    | APC                                         | Cina               | 4            |              | Consegnati tra il 2008 e il 2010 per essere impiegati nelle missioni argentine per l'ONU. |
| Alvis Tactica                              | APC                                         | Regno Unito        | 9            |              | 9 acquistati nel 1998 per il proprio contingente dell'UNFICYP. |
| Veicoli per usi speciali                   |                                             |                    |              |              | |
| Greif                                      | Veicolo corazzato da recupero               | Austria            |              |              | |
| TAM VCRT                                   | Veicolo corazzato da recupero               | Argentina Germania | 1            |              | Un solo prototipo prodotto mai entrato in servizio regolare ma mostrato più volte a parate e manifestazioni. |
| TAM VC AMUN                                | Veicolo portamunizioni                      | Argentina Germania | 1            |              | 2 prodotti, 1 in servizio nel 2020. |
| TAM VCDT                                   | Veicolo di direzione del tiro d'artiglieria | Argentina Germania | 5            |              | |
| M577                                       | Veicolo di comando                          | Stati Uniti        | 25           |              | |
| TAM VCPC                                   | Veicolo di comando                          | Argentina Germania | 9            |              | |
| Veicoli utility                            |                                             |                    |              |              | |
| Suzuki DR 350                              | Motocicletta                                | Giappone           |              |              | |
| Honda XR 250                               | Motocicletta                                | Giappone Brasile   | 22           |              | Prodotte in Brasile. |
| M548                                       | Veicolo da trasporto                        | Stati Uniti        | 28           |              | |
| High Mobility Multipurpose Wheeled Vehicle | Veicolo leggero multiruolo                  | Stati Uniti        | >400         |              | [ 13 ] |
| VLEGA Gaucho                               | Veicolo leggero multiruolo                  | Argentina Brasile  | 28           |              | |
| Polaris MRZR-4                             | All-terrain vehicle                         | Stati Uniti        |              |              | [ 13 ] |
| Ford F-350                                 | Veicolo multiruolo                          | Stati Uniti        |              |              | |
| Agrale Marruá                              | Veicolo multiruolo                          | Brasile            |              |              | |
| Iveco Daily                                | Veicolo multiruolo                          | Italia             |              |              | |
| Mercedes-Benz Classe G                     | Automobile                                  | Germania           |              |              | |
| Ford Ranger                                | Automobile                                  | Stati Uniti        |              |              | [ 22 ] |
| Toyota Hilux                               | Automobile                                  | Giappone           |              |              | [ 23 ] |
| Autocarri                                  |                                             |                    |              |              | |
| Unimog                                     | Autocarro leggero                           | Germania           |              |              | [ 14 ] |
| REO M35 2½ t 6x6                           | Autocarro                                   | Stati Uniti        |              |              | |
| Mercedes-Benz 2624                         | Autocarro                                   | Germania           |              |              | |
| M1083A1P2                                  | Autocarro                                   | Stati Uniti        | 83           |              | |
| Mercedes-Benz Atego                        | Autocarro                                   | Germania           | 54           |              | |
| Iveco Stralis                              | Autocarro                                   | Italia             |              |              | |
| Iveco Tector                               | Autocarro                                   | Italia             |              |              | |
| AM General M923                            | Autocarro                                   | Stati Uniti        |              |              | |
| AM General M939                            | Autocarro                                   | Stati Uniti        |              |              | [ 26 ] |
| Freightliner M916                          | Trattore stradale                           | Stati Uniti        | >20          |              | Consegnati a partire dal 2017. |
| REO M931A2                                 | Trattore stradale                           | Stati Uniti        | 30           |              | |
| Volkswagen Constellation                   | Trattore stradale                           | Germania           | >9           |              | |
| Ford Cargo                                 | Autocisterna                                | Stati Uniti        | 11           |              | |

### Mezzi Aerei
Sezione aggiornata annualmente in base al World Air Force di Flightglobal del corrente anno. Tale dossier non contempla UAV, aerei da trasporto VIP ed eventuali incidenti accorsi durante l'anno della sua pubblicazione. Modifiche giornaliere o mensili che potrebbero portare a discordanze nel tipo di modelli in servizio e nel loro numero rispetto a WAF, vengono apportate in base a siti specializzati, periodici mensili e bimestrali. Tali modifiche vengono apportate onde rendere quanto più aggiornata la tabella.
| Aeromobile                           | Origine                     | Tipo                                          | Versione                    | In servizio (2024)          | Note | Immagine                    |
| Aerei per impieghi speciali          | Aerei per impieghi speciali | Aerei per impieghi speciali                   | Aerei per impieghi speciali | Aerei per impieghi speciali | Aerei per impieghi speciali | Aerei per impieghi speciali |
| ------------------------------------ | --------------------------- | --------------------------------------------- | --------------------------- | --------------------------- | --- | --------------------------- |
| Diamond DA42 Twin Star               | Austria                     | aereo da ricognizione                         | DA42M                       | 1                           | 3 DA42M acquistati nel 2016. |                             |
| Diamond DA62 MPP                     | Austria                     | aereo da ricognizione                         | DA62 MPP                    | 1                           | 1 DA62 MPP ordinato il 10 luglio 2023. Consegnato a settembre 2024. |                             |
| Aeromobili a pilotaggio remoto - UAV |                             |                                               |                             |                             | |                             |
| Lipán M3                             | Argentina                   | UAV                                           | Lipán M3                    | 4                           | 6 Lipán M3 consegnati nel 2012. |                             |
| DJI Matrice 210                      | Cina                        | APR                                           |                             | 6                           | |                             |
| DJI Phantom 4 Pro                    | Cina                        | APR                                           |                             | 18                          | |                             |
| Aerei da trasporto                   |                             |                                               |                             |                             | |                             |
| Beechcraft Queen Air                 | Stati Uniti                 | aereo da trasporto                            | B80                         | 1                           | |                             |
| CASA C-212 Aviocar                   | Spagna                      | aereo da trasporto                            | C-212-200                   | 3                           | Acquisiti di seconda mano nel 2015. |                             |
| Cessna 208 Caravan                   | Stati Uniti                 | aereo da trasporto                            | C-208B                      | 4                           | |                             |
| Swearingen Merlin                    | Stati Uniti                 | aereo da trasporto                            | Merlin                      | 6                           | |                             |
| Cessna 550 Citation Bravo            | Stati Uniti                 | aereo da trasporto                            | Citation Bravo              | 1                           | |                             |
| North American Sabreliner            | Stati Uniti                 | aereo da trasporto                            | Sabreliner 75A              | 1                           | |                             |
| de Havilland Canada DHC-6 Twin Otter | Canada                      | aereo da trasporto                            | DHC-6                       | 2                           | |                             |
| Aerei da addestramento               |                             |                                               |                             |                             | |                             |
| Cessna T-41 Mescalero                | Stati Uniti                 | aereo da addestramento basico                 | T-41D                       | 5                           | |                             |
| Elicotteri                           |                             |                                               |                             |                             | |                             |
| Bell 206 Jet Ranger                  | Stati Uniti Italia          | elicottero utilityelicottero da addestramento | AB-206B-1Bell 206B-3        | 75                          | 5 Bell 206B-3 da addestramento consegnati a partire dal 2011 e tutti in servizio al novembre 2018. Ulteriori 20 AB-206B-1 ex italiani appartenenti all'Arma dei Carabinieri acquistati nel 2016. 5 di questi ultimi sono stati ceduti alla Gendarmería Nacional Argentina in cambio di 2 UH-1H. |                             |
| Aérospatiale AS 332 Super Puma       | Francia                     | elicottero da trasporto medio                 | AS 332B                     | 1                           | 3 AS-332B Super Puma acquistati nel 1983 (cancellata nel 1986 l’opzione per altri 21 velivoli) per le operazioni in Antartico, rimasti a lungo a terra per scarsa manutenzione e riattivati dal 2012, tutti in servizio al dicembre 2019. |                             |
| Aérospatiale SA 315B Lama            | Francia                     | elicottero da addestramento                   | SA 315B                     | 2                           | 6 SA 315B consegnati a partire dal 1976, 2 in servizio al dicembre 2022. |                             |
| Bell UH-1 Huey                       | Stati Uniti                 | elicottero da trasporto                       | UH-1H                       | 50                          | 38 UH-1H acquistati tra il 1969 ed il 1978, seguiti da ulteriori 46 di seconda mano consegnati tra il 1992 ed il 2007, in parte utilizzati per cannibalizzazione. Nel 2005 è stato avviato il programma HORNERO, mirato alla loro ricostruzione allo standard HUEY-2, con un primo lotto di 9 completato nel 2008, e altri 6 riconsegnati nel 2010-2017. Tempi lunghi dovuti ai soliti problemi di bilancio, e al fatto che Ia conversione viene effettuata a livello locale, e dovrebbe essere estesa a nuovi lotti, sulla trentina di UH-1H ancora in servizio. 2 ulteriori UH-1H sono stati recuperati dalla Gendarmeria Nacional a cui sono stati ceduti 5 degli AB-206B-1 ex Carabinieri acquistati nel 2016. |                             |
| Bell 212                             | Stati Uniti                 | elicottero da trasporto                       | Bell 212                    | 2                           | 2 Bell 212 acquistati a partire dal 1976 e tutti in servizio al novembre 2018. |                             |
| Bell 407                             | Stati Uniti                 | elicottero utility                            | Bell 407GXi                 | 2                           | 3 Bell 407GXi selezionati a febbraio 2023, e ordinati il giugno successivo. Primi due esemplari arrivati nel paese a dicembre 2024 e consegnati ad aprile 2025. |                             |

#### Aeromobili ritirati
- Grumman OV-1D Mohawk - 8 esemplari (?-2015)[32]
- Agusta A109A - 9 esemplari (1979-2009)[44]
- Hiller OH-23 Raven - 8 esemplari (1980-2013)[45]
- Aérospatiale SA 330L Puma - 9 esemplari (1978-1996)[45]
- Boeing CH-47C Chinook - 2 esemplari (1979-1982)[45]
- Fairchild Hiller FH-1100 - 9 esemplari (1968-1979)[45]
- Bell 47 - 7 esemplari (1965-1983)[45]

### Missili
| Modello           | Tipo                  | Origine           | Immagine          | Note              |
| Missili anticarro | Missili anticarro     | Missili anticarro | Missili anticarro | Missili anticarro |
| ----------------- | --------------------- | ----------------- | ----------------- | ----------------- |
| BGM-71 TOW        | Missile filoguidato   | Stati Uniti       |                   |                   |
| Mathogo           | Missile filoguidato   | Argentina         |                   |                   |
| Missili antiaerei |                       |                   |                   |                   |
| RBS-70            | Missile a guida laser | Svezia            |                   | [ 16 ]            |